# Sacco (folyó)
Ez a cikk Sacco folyóról szól. A városról szóló cikket lásd itt: Sacco.
A Sacco egy olaszországi folyó, a Liri mellékfolyója. A Monti Simbruini lejtőin ered, majd Arce település mellett a Liribe ömlik. Korábbi elnevezése Tolero, ami a latin Tolerousból származik.